# Cantón de Matina
Matina es el quinto cantón de la provincia de Limón, Costa Rica. Su cabecera es la ciudad de Matina.
El principal ingreso del cantón lo aporta la agricultura, especialmente la producción bananera y en menor medida la ganadería.

## Historia
Desde mediados del siglo XVI existió una ermita en la región. Hacia 1720 el presbítero don Manuel López Conejo construyó la primera iglesia, que consistió en un simple galerón de horcones techado de paja, con un cajón de madera por altar; en 1734 se estableció una parroquia dedicada a la Inmaculada Concepción. Durante el arzobispado de monseñor Carlos Humberto Rodríguez Quirós, cuarto arzobispo de Costa Rica, en el año de 1968 se erigió la parroquia, dedicada a nuestra Señora dc Guadalupe, la cual actualmente es sufragánea del vicariato apostólico de Limón de la provincia eclesiástica de Costa Rica.
En 1564 don Juan Vázquez de Coronado, al regreso de su expedición a la parte sureste de nuestro territorio nacional, después de cruzar la cordillera de Talamanca, paso próximo al litoral del presente cantón hasta la desembocadura del río Matina, y de ahí aguas arriba a la unión con el río Duchí (hoy Chirripó), para continuar rumbo a Cartago. Don Perafán de Ribera en 1570, siguió similar ruta.
A mediados del siglo XVII, en plena época colonial, se establecieron haciendas cacaoteras en esta zona. Entre los años 1682 y 1691, existían unos 44 hacendados los cuales contaban con aproximadamente 92,700 árboles de cacao. Esta industria basada en el cacao revestía una gran importancia para la colonia, sin embargo, los zambos mosquitos, que habitaban una región de la costa Atlántica nicaragüense, cometieron toda clase de abusos con las haciendas, y el rey Zambo obligaba a los agricultores costarricenses a pagarle un tributo anual.
El gobernador de la provincia don Gregorio de Sandoval, en 1637 estableció el Puerto de Matina, en la desembocadura del río de igual nombre, en el Mar del Norte (hoy Caribe); quien a la vez mejoró el camino a Cartago. A partir de la segunda mitad del siglo XVII se inició el cultivo del cacao en la zona, que fue el primer producto exportado por la provincia, actividad que estuvo ligada a los vecinos pudientes de la ciudad de Cartago, quienes financiaron su explotación; lo cual motivó a que Matina adquiriese gran importancia y fuese centro de contrabando. Desde finales del siglo XVII los zambos mosquitos incursionaron en forma violenta en las plantaciones de cacao de Matina, para despojar a los cultivadores, en el momento de la cosecha, en junio y diciembre.
Los piratas también realizaban incursiones en la zona, y para detenerlos se construyó el Fuerte de San Fernando, el cual fue destruido con los primeros embates del enemigo. A pesar de la importancia del cacao en la época colonial, en Matina no queda ningún rastro de la época en la actualidad.
En 1702 los piratas saquearon a Matina. En abril de 1742 se construyó el Fuerte de San Fernando, a unos ochocientos metros aguas arriba de la desembocadura del río Matina, en su margen este; que fue asaltado y quemado por los piratas ingleses en agosto de 1747; el cual fue el primer y último baluarte construido por los españoles en el litoral Caribe.
El diputado de la provincia de Costa Rica ante las Cortes de Cádiz, España, el presbítero don Florencio del Castillo, logró que estas promulgaran el 1° de diciembre de 1811, un Real Decreto disponiendo que el puerto de Matina quedaba habilitado para el comercio exterior.
En ley N.º 86 del 4 de abril de 1826, en el gobierno de nuestro primer jefe de Estado don Juan Mora Fernández, se dispuso donar terrenos no sólo en la nueva población de Matina, sino también en áreas aledañas; en la primera, solares para viviendas de los pobladores y en las otras para dedicarlas a la agricultura y la ganadería; así también se ordenó establecer una municipalidad compuesta por un alcalde, un regidor y un procurador, y la construcción de una ermita financiada por los vecinos del lugar.
En ley N.º 22 del 4 de noviembre de 1862, sobre ordenanzas municipales, Matina constituyó un pueblo del cantón segundo Paraíso de la provincia de Cartago. En ley sobre división territorial para efectos administrativos, N.º 20 del 18 de octubre de 1915, el barrio Matina conformó parte del distrito segundo del cantón primero de Limón de la provincia con este último nombre. En el gobierno de don José Joaquín Trejos Fernández, según ley N.º 4344 de 24 de junio de 1969, se le otorgó el título de Villa al barrio Matina, cabecera del cantón creado en esa oportunidad. Posteriormente, en ley N.º 4574 del 4 de mayo de 1970, se promulgó el Código municipal que en su artículo tercero, le confirió a la villa la categoría de ciudad, por ser cabecera de cantón.
La siembra del banano en la región se inició a finales del siglo XIX, por parte de don Minor Cooper Keith; actividad que se incrementó en un corto plazo y en el primer tercio del siglo XX, por la producción a gran escala efectuada por la United Fruit Company, empresa establecida en 1899 por el señor Keith, en asocio con capital extranjero. Este cultivo se vio afectado en la década de los años treinta del presente siglo, debido a las enfermedades en las plantas y al agotamiento de los suelos, lo cual motivó a la citada empresa a trasladar sus intereses y producción al Pacífico sureste del país.
En 1908 se estableció la escuela, durante la primera administración de don Cleto González Víquez; la cual en este momento se denomina escuela Matina. 
El cantón como tal fue creado mediante la ley 4344 en 1969.
El Colegio Técnico Profesional Agropecuario de Batán inició sus actividades docentes en marzo de 1974, en el segundo gobierno de don José Figueres Ferrer.
El 9 de agosto de 1970 se llevó a cabo la primera sesión del Concejo de Matina, integrado por los regidores propietarios, señores Wilfred Jackson Bell, presidente; Misael Rojas Montero, vicepresidente; y Miguel Barquero Chavarría. El ejecutivo municipal fue don Broomfield Murray Wilesley y el secretario municipal don Eloy Cameron Wilfred.

## Demografía
Para el año 2022, Cantón de Matina cuenta con una población estimada de 45 329 habitantes, y para el último censo efectuado, en 2011, Cantón de Matina contaba con una población de 37 721 habitantes.
De acuerdo al censo nacional del 2011, la población del cantón era de 37 721 habitantes, de los cuales, el 14,5 % nació en el extranjero. El mismo censo destaca que había 10 410 viviendas ocupadas, de las cuales, el 37,1% se encontraba en buen estado y había problemas de hacinamiento en el 10,5% de las viviendas.
Entre otros datos, el nivel de alfabetismo del cantón es del 96,0%, con una escolaridad promedio de 6,2 años. 
El mismo censo detalla que la población económicamente activa se distribuye de la siguiente manera: 
- Sector Primario: 64,3%
- Sector Secundario: 5,9%
- Sector Terciario: 29,8%

## División administrativa
El cantón de Matina está dividido en tres distritos:
- Matina
- Batán
- Carrandi

### Cartografía
- Hojas del mapa básico, 1:50.000 (IGN): Barbilla, Chirripó, Matina, Moín, Parismina, Río Banano.

### Leyes y decretos de creación y modificaciones
- Decreto 27 de 6 de junio de 1870 (el valle de Matina pasa a formar parte de la comarca de Limón).
- Ley 11 de 19 de septiembre de 1911 (creación y límites de cantón Siquirres, colindante con esta unidad administrativa).
- Ley 4344 de 24 de junio de 1969 (creación, límites y división distrital de este cantón, segregado de cantón Limón).
- Ley 4574 de 4 de mayo de 1970 (título de ciudad a Matina, así dispuesto por el Código municipal).
- Decreto Ejecutivo 2078-G de 16 de diciembre de 1971 (creación y límites del distrito 3, Carrandi).
- Decreto Ejecutivo 2183-G-C de 2 de febrero de 1972 (declara oficial el nombre "Carrandi" al distrito 3 de este cantón).

## Clima y Temperaturas
La temperatura promedio anual sobre las regiones más bajas oscila entre 27 y 30 grados celsius, y disminuye conforme se asciende a las zonas montañosas

## Carreteras y Distancias
Un ramal une a Matina centro con la carretera pavimentada a Limón. También hay otra extensión de ese ramal hasta la llamada carretera rústica, la cual se encuentra prácticamente en desuso. La distancia entre Matina y San José es de 168 kilómetros. En excelentes condiciones las vías cantonales, no así las rutas nacionales.

## Matineños reconocidos
El expresidente de la República de Costa Rica, Dr. Abel Pacheco, es originario de este cantón limonense.
Wálter Céspedes Salazar, exdiputado de la República y alcalde del cantón de Matina para el período 2020-2024 y reelecto para el período 2024-2028.